# Ku-ring-gai Chase National Park
Ku-ring-gai Chase National Park je australský národní park ležící 24 km na sever od Sydney. Rozloha parku je 154 km2 a byl vyhlášen národním parkem v roce 1967. Nejsnazší přístup do parku je ze silnice Pacific Highway. Národním parkem protéká řeka Hawkesbury s bočním přítokem Cowan Creek. Rozkládá se zde větší vodní plocha Pittwater v zátoce Broken Bay.
Pro turisty funguje návštěvnické centrum Kalkari a piknikový areál Bobbin Head s hostincem a galerií. Lákadlem jsou mnohé malby domorodců - Austrálců.